# Familia Simpson (sezonul 13)
Al treisprezecelea sezon al serialului de televiziune american Familia Simpson a fost difuzat pentru prima dată pe rețeaua Fox între 6 noiembrie 2001 și 22 mai 2002. Principalul producător executiv al acestui sezon de producție a fost Al Jean, responsabil de realizarea a 17 episoade. Alte cinci episoade au fost produse de Mike Scully în timpul sezonului precedent, însă difuzate ca parte a acestui sezon. Serialul prezintă povestea unei familii⁠(d) din clasa muncitoare formată din cinci membri - Homer, Marge, Bart, Lisa și Maggie - din orașul fictiv Springfield⁠(d) și satirizează cultura americană⁠(d), societatea, televiziune și numeroasele aspecte ale condiției umane. Acesta este ultimul sezon care utilizează animația tradițională⁠(d), deși patru dintre episoadele sale vor fi difuzate în sezonul următor.
Sezonul a câștigat un Premiu Annie⁠(d) la categoria „cea mai bună producție de televiziune animată” și a fost nominalizat pentru alte premii, inclusiv două Primetime Emmy⁠(d), trei Writers Guild of America și un Premiu Environmental Media⁠(d). Familia Simpson s-a clasat pe locul 30 conform ratingurilor, având o audiență medie de 12,4 milioane de telespectatori. A fost al doilea cel mai bine cotat serial al companiei Fox după Malcolm in the Middle⁠(d). Sezonul 13 a fost lansat pe DVD în Regiunea 1 pe 24 august 2010, Regiunea 2 pe 20 septembrie 2010 și Regiunea 4 pe 1 decembrie 2010.

## Producție
Mike Scully a fost producător executiv din sezonul nouă până la sezonul doisprezece. Cinci dintre episoadele produse în timpul sezonului 12 au fost difuzate ca parte a acestui sezon. Scully a părăsit echipa de producție după sezonul 12 și a fost înlocuit de Al Jean, unul dintre scenariști originali ai Familiei Simpson și producător executiv al celui de-al treilea și al patulea sezon împreună cu Mike Reiss. Deși a părăsit proiectul în 1993, acesta a revenit în echipă în timpul celui de-al zecelea sezon (1998). Acesta a declarat într-un interviu că locul său de muncă este „grozav și cu multe responsabilități”. De asemenea, este impresionat de faptul că atât de mulți oameni iubesc serialul.
Scriitorii responsabili de scenariul episoadelor din acest sezon sunt Joel H. Cohen, John Frink, Don Payne⁠(d), Carolyn Omine, George Meyer, Mike Scully, Dana Gould, John Swartzwelder, Ian Maxtone-Graham, Matt Selman, Tim Long, Jon Vitti, Matt Warburton, Deb Lacusta și Dan Castellaneta. Regizorii sezonului au fost  Bill Freiberger, Bob Anderson⁠(d), Mike B. Anderson, Mark Kirkland, Jen Kamerman, Lance Kramer, Nancy Kruse, Lauren MacMullan, Michael Marcantel, Pete Michels, Steven Dean Moore, Matthew Nastuk, Michael Polcino, Jim Reardon și Chuck Sheetz.
Distribuția principală era alcătuită din Dan Castellaneta (Homer Simpson, Abraham Simpson,  Krusty the Clown⁠(d) etc.), Julie Kavner⁠(d) (Marge Simpson, Patty și Selma Bouvier⁠(d)), Nancy Cartwright (Bart Simpson, Ralph Wiggum, Nelson Muntz etc.), Yeardley Smith⁠(d) (Lisa Simpson), Hank Azaria (Moe Szyslak⁠(d), Apu⁠(d), Clancy Wiggum⁠(d) etc.) și Harry Shearer⁠(d) (Ned Flanders, Montgomery Burns, Seymour Skinner⁠(d) etc.). Alți membri ai distribuției au fost Marcia Wallace (Edna Krabappel⁠(d)), Pamela Hayden⁠(d) (Milhouse Van Houten etc.), Tress MacNeille⁠(d) (Agnes Skinner⁠(d) etc.), Russi Taylor (Martin Prince⁠(d) etc.) și Karl Wiedergott⁠(d) (alte personaje).

## Recepție
Unii critici au considerat că sezonul 13 a reprezentat o îmbunătățire calitativă față de sezoanele precedente produse de Scully. Conform DVDDizzy, „aproape toate trăsăturile esențiale ale Familiei Simpson sunt prezente în acest sezon”; deși „nu toate momentele sunt geniale”, sezonul „își intră în ritm după câteva episoade” și cuprinde „omagii și referințe culturale de bun gust, inclusiv parodii simpatice ale unor filme, seriale și povești clasice”. Adam Rayner de la WhatCulture menționează că sezonul treisprezece „se agață de umorul clasic derivat din întâmplări reale”, dar în același timp „alunecă treptat în suprarealism și absurd”. Matt Wheeldon de la GoodFilmGuide a declarat că sezonul reprezintă „o altă încercare solidă și memorabilă din partea celui mai iubit desen animat din lume”. Ryan Keefer de la DVD Talk⁠(d) a acordat sezonului 3,5/5 stele și a declarat că Jean a reușit să îmbunătățească calitatea serialului cu sezonul 13. Blu-Ray.com a acordat sezonului 3,5/5 stele, iar Casey Broadwater a precizat că există mai multe scene amuzante decât în ultimele trei sezoane; cu toate că episoadele nu sunt la fel de hilare precum cele din epoca clasică de la începutul anilor 1990, sezonul 13 marchează un punct de cotitură pentru serial. Conform lui Martin de la 411 Mania, sezonul 13 exemplifică natura haotică care va caracteriza serialul de acum înainte.

### Premii
În 2002, Familia Simpson a câștigat al unsprezecelea premiu Annie consecutiv la categoria „cea mai bună producție de televiziune animată”.
Episodul „She of Little Faith⁠(d)” a fost nominalizat la Primetime Emmy Award pentru „cel mai bun serial animat”. Melodia „Oda lui Branson” de Alf Clausen⁠(d) și Jon Vitti din episodul „The Old Man and the Key⁠(d)” a fost nominalizată la categoria cel mai bun sunet”. „Brawl in the Family⁠(d)” a fost nominalizat la Environmental Media Awards pentru „cel mai bun episod de comedie”. Trei episoade au fost nominalizate la Writers Guild of America Award la categoria animație: „Blame It on Lisa” (scris de Bob Bendetson), „The Bart Wants What It Wants” (scris de John Frink și Don Payne ) și „Jaws Wired Shut” (scris de Matt Selman). Premiul a fost câștigat de episodul „Godfellas⁠(d)” al serialului Futurama. Era pentru prima dată de la introducerea categoriei când un alt serial decât Familia Simpson era declarat câștigător.
În 2003, serialul a obținut prima și singura nominalizare la Globul de Aur la categoria „cel mai bun serial TV (muzical/comedie)”, însă serialul Larry David, inamicul public nr. 1⁠(d) a ieșit câștigător.

## Episoade
| Nr. | Episodul | Titlu                           | Regizor            | Scenarist                      | Data difuzării    | Cod de producție | Audiență SUA (milioane) |
| --- | -------- | ------------------------------- | ------------------ | ------------------------------ | ----------------- | ---------------- | ----------------------- |
| 270 | 1        | „Treehouse of Horror XII"       | Jim Reardon        | Joel H. Cohen                  | 6 noiembrie 2001  | CABF19           | 13.04                   |
| 270 | 1        | „Treehouse of Horror XII"       | Jim Reardon        | John Frink & Don Payne         | 6 noiembrie 2001  | CABF19           | 13.04                   |
| 270 | 1        | „Treehouse of Horror XII"       | Jim Reardon        | Carolyn Omine                  | 6 noiembrie 2001  | CABF19           | 13.04                   |
| 271 | 2        | „The Parent Rap"                | Mark Kirkland      | George Meyer & Mike Scully     | 11 noiembrie 2001 | CABF22           | 14.91                   |
|     |          |                                 |                    |                                |                   |                  |                         |
| 272 | 3        | „Homer the Moe"                 | Jen Kamerman       | Dana Gould                     | 18 noiembrie 2001 | CABF20           | 14.44                   |
|     |          |                                 |                    |                                |                   |                  |                         |
| 273 | 4        | „A Hunka Hunka Burns in Love"   | Lance Kramer       | John Swartzwelder              | 2 decembrie 2001  | CABF18           | 13.38                   |
|     |          |                                 |                    |                                |                   |                  |                         |
| 274 | 5        | „The Blunder Years"             | Steven Dean Moore  | Ian Maxtone-Graham             | 9 decembrie 2001  | CABF21           | 12.93                   |
|     |          |                                 |                    |                                |                   |                  |                         |
| 275 | 6        | „She of Little Faith"           | Steven Dean Moore  | Bill Freiberger                | 16 decembrie 2001 | DABF02           | 13.18                   |
|     |          |                                 |                    |                                |                   |                  |                         |
| 276 | 7        | „Brawl in the Family⁠(d)"        | Matthew Nastuk     | Joel H. Cohen                  | 6 ianuarie 2002   | DABF01           | 11.83                   |
|     |          |                                 |                    |                                |                   |                  |                         |
| 277 | 8        | „Sweets and Sour Marge"         | Mark Kirkland      | Carolyn Omine                  | 20 ianuarie 2002  | DABF03           | 12.27                   |
|     |          |                                 |                    |                                |                   |                  |                         |
| 278 | 9        | „Jaws Wired Shut"               | Nancy Kruse        | Matt Selman                    | 27 ianuarie 2002  | DABF05           | 14.24                   |
|     |          |                                 |                    |                                |                   |                  |                         |
| 279 | 10       | „Half-Decent Proposal"          | Lauren MacMullan   | Tim Long                       | 10 februarie 2002 | DABF04           | 13.23                   |
|     |          |                                 |                    |                                |                   |                  |                         |
| 280 | 11       | „The Bart Wants What It Wants"  | Mike Frank Polcino | John Frink & Don Payne         | 17 februarie 2002 | DABF06           | 11.17                   |
|     |          |                                 |                    |                                |                   |                  |                         |
| 281 | 12       | „The Lastest Gun in the West"   | Bob Anderson       | John Swartzwelder              | 24 februarie 2002 | DABF07           | 13.17                   |
|     |          |                                 |                    |                                |                   |                  |                         |
| 282 | 13       | „The Old Man and the Key"       | Lance Kramer       | Jon Vitti                      | 10 martie 2002    | DABF09           | 14.46                   |
|     |          |                                 |                    |                                |                   |                  |                         |
| 283 | 14       | „Tales from the Public Domain"  | Mike B. Anderson   | Andrew Kreisberg               | 17 martie 2002    | DABF08           | 11.69                   |
| 283 | 14       | „Tales from the Public Domain"  | Mike B. Anderson   | Josh Lieb                      | 17 martie 2002    | DABF08           | 11.69                   |
| 283 | 14       | „Tales from the Public Domain"  | Mike B. Anderson   | Matt Warburton                 | 17 martie 2002    | DABF08           | 11.69                   |
| 284 | 15       | „Blame It on Lisa"              | Steven Dean Moore  | Bob Bendetson                  | 31 martie 2002    | DABF10           | 11.12                   |
|     |          |                                 |                    |                                |                   |                  |                         |
| 285 | 16       | „Weekend at Burnsie's"          | Michael Marcantel  | Jon Vitti                      | 7 aprilie 2002    | DABF11           | 12.49                   |
|     |          |                                 |                    |                                |                   |                  |                         |
| 286 | 17       | „Gump Roast"                    | Mark Kirkland      | Deb Lacusta & Dan Castellaneta | 21 aprilie 2002   | DABF12           | 12.26                   |
|     |          |                                 |                    |                                |                   |                  |                         |
| 287 | 18       | „I Am Furious (Yellow)"         | Chuck Sheetz       | John Swartzwelder              | 28 aprilie 2002   | DABF13           | 13.38                   |
|     |          |                                 |                    |                                |                   |                  |                         |
| 288 | 19       | „The Sweetest Apu"              | Matthew Nastuk     | John Swartzwelder              | 5 mai 2002        | DABF14           | 11.83                   |
|     |          |                                 |                    |                                |                   |                  |                         |
| 289 | 20       | „Little Girl in the Big Ten"    | Lauren MacMullan   | Jon Vitti                      | 12 mai 2002       | DABF15           | 11.23                   |
|     |          |                                 |                    |                                |                   |                  |                         |
| 290 | 21       | „The Frying Game"               | Mike Frank Polcino | John Swartzwelder              | 19 mai 2002       | DABF16           | 10.79                   |
|     |          |                                 |                    |                                |                   |                  |                         |
| 291 | 22       | „Poppa's Got a Brand New Badge" | Pete Michels       | Dana Gould                     | 22 mai 2002       | DABF17           | 8.18                    |
|     |          |                                 |                    |                                |                   |                  |                         |